# Национално знаме на Абхазия
Знамето на Абхазия се състои от седем звезди на червено поле. На това червено поле под звездите е поставена бяла ръка. Дясната му ръка беше един от символите на абхазката държава. Под това червено поле са поставени бели и зелени линии, които се редуват. Звезди и ивици символизират седемте исторически райони на страната.